# Falco concolor
El halcón pizarroso (Falco concolor) es una especie de ave falconiforme de la familia Falconidae que cría normalmente en el noreste de África, alrededor del mar Rojo y en ciertas costas e islas del golfo Pérsico. Pertenece a un grupo de halcones, claramente emparentados, que a menudo se considera un subgénero Hypotriorchis. El halcón de Eleonora (Falco eleonorae) es a veces considerado su pariente más cercano. No se conocen subespecies.

## Características
Es un ave rapaz de 32-37 cm de largo con una envergadura de 78-90 cm. Tiene la forma de un alcotán grande o un halcón de Eleonora pequeño, con alas largas y puntiagudas, cola larga y cuerpo delgado. Los adultos son de color azul-gris, y faltan las plumas negras bajo las alas que sí se presentan en el halcón de Eleonora.

## Historia natural
Esta especie cría en regiones desérticas, desprovistas de vegetación, y en las islas y acantilados costeros de África desde el noreste de Libia a Israel y el Mar Rojo. Se trata de un migrador de larga distancia, en el invierno se desplaza hasta Madagascar y la costa de Mozambique. Es raro verlo al norte de su área de cría.
El halcón pizarroso come principalmente aves, desde aves canoras hasta abubillas (Upupa epops). En sus cuarteles invernales la dieta se compone de grandes insectos, como libélulas, que son transferidos de las garras de pico y se come en vuelo. 
Cría en colonias (hasta 100 parejas). Anida en una repisa o en las rocas, donde coloca hasta cuatro huevos. Antes estaba clasificada como una especie de Preocupación Menor por la UICN. Actualmente se calcula su población en unas 1000 parejas de cría. La UICN elevó su categoría hasta casi amenazada en 2008.

## Enlaces
- Wikimedia Commons alberga una categoría multimedia sobre Falco concolor.
- Wikispecies tiene un artículo sobre Falco concolor.

- Datos: Q747785
- Multimedia: Falco concolor / Q747785
- Especies: Falco concolor